# Noida
Noida là một thị trấn thống kê (census town) của quận Gautam Buddha Nagar thuộc bang Uttar Pradesh, Ấn Độ.

## Nhân khẩu
Theo điều tra dân số năm 2001 của Ấn Độ, Noida có dân số 293.908 người. Phái nam chiếm 55% tổng số dân và phái nữ chiếm 45%. Noida có tỷ lệ 68% biết đọc biết viết, cao hơn tỷ lệ trung bình toàn quốc là 59,5%: tỷ lệ cho phái nam là 74%, và tỷ lệ cho phái nữ là 61%. Tại Noida, 14% dân số nhỏ hơn 6 tuổi.